# Рајсвил (Ајова)
Рајсвил (енгл. Riceville) град је у америчкој савезној држави Ајова. По попису становништва из 2010. у њему је живело 785 становника.

## Демографија
Према попису становништва из 2010. у граду је живело 785 становника, што је -55 (-6.5%) становника више него 2000. године.
| Група             | 2000.       | 2010.       |
| Белци             | 839 (99,9%) | 761 (96,9%) |
| Афроамериканци    | 0 (0,0%)    | 0 (0,0%)    |
| Азијати           | 0 (0,0%)    | 0 (0,0%)    |
| Хиспаноамериканци | 0 (0,0%)    | 17 (2,2%)   |
| Укупно            | 840         | 785         |